# Episodi di The Goldbergs (quarta stagione)
La quarta stagione della serie televisiva The Goldbergs è stata trasmessa in prima visione assoluta sul canale statunitense ABC dal 21 settembre 2016 al 17 maggio 2017.
In Italia, la stagione è stata trasmessa in prima visione su Infinity TV dal 29 marzo 2017 al 29 giugno 2017 e su Joi dal 20 aprile. In chiaro è stata trasmessa nella Svizzera italiana dal 6 febbraio al 9 marzo 2018 su RSI LA1. Su Italia 1 va in onda dal 25 gennaio 2019.
| n° | Titolo originale                   | Titolo italiano                        | Prima TV USA      | Pubblicazione Italia |
| -- | ---------------------------------- | -------------------------------------- | ----------------- | -------------------- |
| 1  | Breakfast Club                     | Breakfast Club                         | 21 settembre 2016 | 29 marzo 2017        |
| 2  | I Heart Video Dating               | Videoannunci                           | 28 settembre 2016 | 29 marzo 2017        |
| 3  | George! George Glass!              | Finti cuori e veri amori               | 5 ottobre 2016    | 5 aprile 2017        |
| 4  | Crazy Calls                        | Guerra telefonica                      | 12 ottobre 2016   | 5 aprile 2017        |
| 5  | Stevie King                        | Una mamma terrificante                 | 26 ottobre 2016   | 12 aprile 2017       |
| 6  | Recipe for Death II: Kiss The Cook | Ricetta per la morte 2: bacia il cuoco | 9 novembre 2016   | 12 aprile 2017       |
| 7  | Ho-ly K.I.T.T.                     | K.I.T.T. la supercar                   | 16 novembre 2016  | 19 aprile 2017       |
| 8  | The Greatest Musical Ever Written  | Attori si nasce                        | 30 novembre 2016  | 19 aprile 2017       |
| 9  | Globetrotters                      | I Globetrotters                        | 7 dicembre 2016   | 26 aprile 2017       |
| 10 | Han Ukkah Solo                     | Concerto di Natale                     | 14 dicembre 2016  | 26 aprile 2017       |
| 11 | O Captain! My Captain!             | O capitano! Mio capitano!              | 4 gennaio 2017    | 3 maggio 2017        |
| 12 | Snow Day                           | Niente scuola!                         | 11 gennaio 2017   | 3 maggio 2017        |
| 13 | Agassi                             | Agassi                                 | 8 febbraio 2017   | 1º giugno 2017       |
| 14 | The Spencer's Gift                 | Il centro commerciale                  | 15 febbraio 2017  | 1º giugno 2017       |
| 15 | So Swayze It’s Crazy               | Un piccolo Patrick Swayze              | 22 febbraio 2017  | 8 giugno 2017        |
| 16 | The Kara-te Kid                    | Karate Kid                             | 1º marzo 2017     | 8 giugno 2017        |
| 17 | Deadheads                          | Deadheads                              | 8 marzo 2017      | 15 giugno 2017       |
| 18 | Baré                               | Barry lo stilista                      | 15 marzo 2017     | 22 giugno 2017       |
| 19 | A Night to Remember                | Una serata indimenticabile             | 29 marzo 2017     | 22 giugno 2017       |
| 20 | The Dynamic Duo                    | Il dinamico duo                        | 5 aprile 2017     | 15 giugno 2017       |
| 21 | Fonzie Scheme                      | Lo schema Fonzie                       | 26 aprile 2017    | 29 giugno 2017       |
| 22 | The Day After the Day After        | Il giorno dopo 'The day after'         | 3 maggio 2017     | 29 giugno 2017       |
| 23 | Jedi Master Adam Skywalker         | Maestro Jedi Adam Skywalker            | 10 maggio 2017    | 29 giugno 2017       |
| 24 | Graduation Day                     | Il giorno del diploma                  | 17 maggio 2017    | 29 giugno 2017       |

## Breakfast Club
- Titolo originale: Breakfast Club
- Diretto da: David Katzenberg
- Scritto da: Marc Firek

### Trama
È il primo giorno di scuola superiore per Adam, il che significa la possibilità di crearsi una nuova reputazione per lui e per i suoi amici nerd, quindi cerca di reinventarsi con un look alla "bad boy", ispirato al personaggio di Judd Nelson in Breakfast Club. Barry invece cerca di affermarsi come atleta, mentre Erica vuole avere un ultimo anno fantastico facendo tutto ciò che vuole. I loro piani sono minacciati quando Beverly riceve l'abilitazione per diventare supplente nella loro scuola. Tuttavia, memori di come lei li abbia sempre maltrattati in qualità di genitore, gli insegnanti la trattano male e i suoi figli rifiutano di pranzare con lei, così alla fine il preside la licenzia, mentre i suoi figli e Lainey finiscono in punizione. Adam lo vede come un'opportunità per vivere nella realtà The Breakfast Club e alla fine trascorrono otto ore rivivendo scene del film, ballando e condividendo i loro problemi l'uno con l'altro. Beverly svela così che vuole legare con i suoi figli mostrandogli di non essere diversa da loro. Murray chiede poi al preside di riassumere Beverly in modo che abbia uno scopo nella sua vita oltre a essere solo una mamma, convincendo Ball che può usare le "abilità" di Beverly quando ha problemi con altri insegnanti.
- Colonna sonora: My Sharona dei The Nacks and Don’t You (Forget About Me) dei Simple Minds.

## Videoannunci
- Titolo originale: I Heart Video Dating
- Diretto da: Peter B. Ellis
- Scritto da: Alex Barnow

### Trama
Lainey, Erica e Beverly mentre sono al centro commerciale vengono avvicinati dal proprietario di un servizio di video dating, e quando scoprono che nonno Albert lo adopera, Lainey crede che il video dating potrebbe essere il modo migliore per far trovare una donna a suo padre single, Bill, mentre Beverly insiste nel dire che le sue abilità nell'instaurare coppie è superiore. Bill visita il negozio e prova a fare un video, ma non riesce a smettere di struggersi per la sua ex moglie. Anche Erica decide di fare un video, ma anche lei è distrutta dall'aver perso la sua occasione con Geoff Schwartz. Nel frattempo, Barry prende una valutazione per la sua futura carriera, e i risultati mostrano che dovrebbe entrare nella contabilità. Decisamente contrario a quella scelta di carriera, Barry ispirato dal lavoro del coach Mellor pensa di diventare un insegnante di ginnastica. Il signor Mellor è più che disposto a fare da mentore a Barry, ma Murray cerca di stroncare la cosa sul nascere.
- Colonna sonora: Listen To Your Heart di Roxette e Macho Man dei Village People.

## Finti cuori e veri amori
- Titolo originale: George! George Glass!
- Diretto da: Joanna Kerns
- Scritto da: Aaron Kaczander

### Trama
Adam si imbatte in una studentessa più grande Zoe McIntosh per cui si era preso una cotta alcuni anni fa. Vuole chiederle di uscire, ma sente che prima deve rendersi desiderabile. Prendendo spunto da un episodio di La famiglia Brady in cui uno dei personaggi s'inventa un finto fidanzato George Glass, Adam s'inventa la fidanzata Lampie Tableman. Erica inizialmente lo prende in giro ma presto fa la stessa cosa inventandosi un fidanzato universitario di nome Jordan Wahlberg (unendo i nomi di due membri dei New Kids on the Block) nella speranza che Geoff Schwartz s'ingelosisca. Alla fine Adam riesce a giocare a paintball con Zoe, ma si spaventa mentre gioca e si fa male. Intanto Evelyn e i JTP non si bevono la storia di Erica. Nel frattempo, Barry vuole andare al Live Aid di Filadelfia, ma Murray glielo nega e lui rifiuta di andare a vedere i Beach Boys con sua madre, senza che né lui né Beverly realizzino che i Beach Boys suonino al Live Aid. Ci va Murray con Beverly, ma si mette a litigare per un parcheggio, facendole perdere il concerto. Beverly rimprovera il marito per la sua testardaggine, e insiste che la porti da Chi-Chi per cena, un luogo in cui Murray ha giurato di non andare mai. L'uomo alla fine cede, ma la sua testardaggine rovina anche quello.
Erica ha fatto una figuraccia e distrutto la sua reputazione, quando un bel ragazzo, che dice di essere Jordan Wahlberg, conferma la sua storia di fronte a tutti. Comprendendo che Adam l'ha aiutata, lei gli chiede perché, e lui le spiega che per Zoe lui aveva solo una cotta, ma ciò che sua sorella prova per Geoff è reale.
- Guest star: Brec Bassinger (Zoe McIntosh)
- Colonna sonora: God Only Knows dei The Beach Boys.

## Guerra telefonica
- Titolo originale: Crazy Calls
- Diretto da: Lew Schneider
- Scritto da: Steve Basilone

### Trama
Dopo aver costantemente perso telefonate e messaggi, Murray acquista una segreteria telefonica. Erica e Barry vogliono realizzare un messaggio divertente, ma devono accontentarsi della voce del loro papà. Murray e suo padre poi scatenano una guerra di messaggi non volendo parlare l'uno con l'altro al telefono o faccia a faccia. Frustrata che il telefono sia sempre occupato, Erica cancella il messaggio di nonno Ben, ma Murray si deprime per non avere avuto nuovi messaggi dal nonno. Nel frattempo, Beverly è preoccupata per la posizione sociale di Adam come matricola al liceo, soprattutto quando non riesce a trovare un gruppo con cui stare durante il pranzo. Adam si unisce ai nerd che mangiano il loro pranzo nel laboratorio informatico, mentre giocano a giochi di ruolo, ma Beverly, pensando che suo figlio abbia deciso di passare il tempo con i fanatici del computer, fa in modo che lo caccino dal gruppo e che gli atleti siano gentili con lui, ma Adam mangia la foglia e quando dice a Beverly che in realtà amava pranzare nel laboratorio informatico, Beverly fa un accordo con Johnny Atkins perché si prenda la colpa dell'accaduto e Adam rientri nel gruppo.
- Colonna sonora: Wait For The Beep (Crazy Calls Rap.) di Ron Carter e WDR Band e And The Heart of Matter di Don Henley.

## Una mamma terrificante
- Titolo originale: Stefan King
- Diretto da: David Katzenberg
- Scritto da: Chris Bishop

### Trama
Adam è determinato a scrivere un romanzo dell'orrore come quelli di Stephen King, e crea una storia che presenta un mostro che succhia il sangue dei bambini chiaramente ispirato a Beverly. Quest'ultima fa leggere i primi capitoli del racconto al suo club del libro, e ovviamente tutti i membri realizzano rapidamente che il mostro è Beverly. Irritata la donna tiene Adam nella sua stanza (come succede allo scrittore Paul Sheldon protagonista del romanzo Misery) finché non riscrive il libro dando al personaggio del mostro Veberly una connotazione positiva. Altrove, Geoff Schwartz ed Evelyn rivelano che andranno al ballo di Halloween travestiti da Audrey e Audrey Jr. di La piccola bottega degli orrori, ed Erica racconta che ci andrà con il cugino di Lainey. Quest'ultima però non riesce a convincerlo ad uscire con Erica, dato che la ragazza depressa per l'amore non corrisposto ha preso a trascurare sempre di più il suo aspetto fisico, imbruttendosi notevolmente. Determinata a non essere sbeffeggiata da Evelyn, Erica noleggia un costume da Audrey Jr. e costringe Barry a indossarlo e ad andare con lei al ballo (il costume lo copre completamente rendendo impossibile sapere chi sia). Purtroppo Barry perde l'equilibrio e la testa del costume cade, e tutti scoprono che Erica è andata al ballo con suo fratello, una pesante umiliazione. Poco dopo, Lainey e Barry chiedono a Geoff di consolare Erica, e lui lo fa, cantando una canzone con lei e dicendole che saranno sempre buoni amici. Erica torna al ballo e si diverte, non preoccupandosi di quello che pensa la gente.
- Colonna sonora: Suddenly Seymour duet di Hayley Orrantia e Sam Lerner.

## Ricetta per la morte 2: bacia il cuoco
- Titolo originale: Recipe for Death II: Kiss the Cook
- Diretto da: Lew Schneider
- Scritto da: Brian Hennelly

### Trama
Ispirato dai film d'azione, Adam convince Murray a finanziare un suo film d'azione, che richiederà un investimento di 80 dollari. Grazie a ciò Adam e suo padre legano, ma Murray inizia a prendere un po' troppo sul serio il suo ruolo di "produttore" e vuole apportare cambiamenti, tra cui la sostituzione di Barry come attore principale col Coach Mellor. Adam presto annulla il progetto quando l'ingerenza di Murray diventa insopportabile, ma segretamente va a chiedere al nonno altri 80 dollari per fare il film a modo suo. Rendendosi conto di aver deluso suo figlio, Murray porta ad Adam una vera macchina da presa, così Murray, Adam, Barry e Mellor lavorano tutti insieme per girare il film d'azione perfetto. Altrove, Erica visto il nuovo vestito di Lainey convince Beverly a portarla al centro commerciale per comprarsene uno uguale da Benetton. Quando arrivano, Beverly nota che il grande magazzino Gimbels sta chiudendo, il che la distrae. Anche se Erica riesce a trascinare Beverly da Benetton le due vengono bandite dal negozio quando la cassiera non ritiene validi i buoni sconto di Gimbels di Beverly. Tornate a casa, le due litigano, ma alla fine vanno a fare shopping insieme da Gimbels.
- Colonna sonora: All I Need Is a Miracle di Mike + The Mechanics.

## K.I.T.T la supercar
- Titolo originale: Ho-ly K.I.T.T.
- Diretto da: Lea Thompson
- Scritto da: Andrew Secunda

### Trama
Adam vuole andare alla parata per il Ringraziamento dopo aver scoperto che KITT, l'auto intelligente della popolare serie TV Supercar, vi apparirà, ma Murray non vuole accompagnarlo per via del traffico del centro e Beverly è troppo occupata a preparare il pasto. Come ogni anno viene anche Marvin, il fratello di Murray, per il Ringraziamento. Murray e il fratello legano guardando gli episodi di Knight Rider che Adam ha registrato, invece Adam si accontenta di guardare la parata in TV con il nonno quando vede Murray e Marvin sullo sfondo mentre passa KITT. Furioso, decide di farli litigare riuscendoci. 
Nel frattempo, Barry dice a Beverly che vuole trascorrere il Ringraziamento con Lainey, quindi Beverly invita Bill e Lainey a casa loro. Nonostante Beverly abbia detto a Bill di non portare niente, si presenta con un tacchino e una friggitrice, insistendo che la sua ricetta per il tacchino è migliore di quella di Beverly. Adam convince Marvin a portarlo a vedere KITT, al centro commerciale dove Marvin lavora come guardia di sicurezza. I due la rubano e la portano fino a casa dove viene danneggiata. Bill e Beverly litigano, quindi l'uomo se ne va con la figlia, ma dopo aver appreso quanto il Ringraziamento significhi per Bill e Lainey da quando la madre di Lainey li ha lasciati, Beverly si scusa per il suo comportamento e chiede ai Lewis di tornare. Anche Murray e Marvin fanno pace. Nel frattempo, Erica decide di diventare vegetariana, ma a nessuno sembra importare.
- Colonna sonora: The Promise di When in Rome e Knight Rider Theme di Stu Phillips.

## Attori si nasce
- Titolo originale: The Greatest Musical Ever Written
- Diretto da: Lew Schneider
- Scritto da: Annie Mebane

### Trama
Quando l'insegnante di recitazione di Adam, la signora Cinoman, cambia la recita scolastica annuale da Il mago di Oz a Il fantasma dell'opera, la maggior parte del corpo studentesco vuole essere coinvolta, compresi Adam e Lainey. Barry è sorpreso dal fatto che tutti siano innamorati del musical e arrabbiato che la parte di Adam gli imponga di baciare Lainey, così tenta di sabotare la scena, ma finisce per ferire la signora Cinoman. La recita poi viene annullata per mancanza di permessi e Barry ammette con Adam di essere sorpreso che lui sia bravo in qualcosa in cui lui non lo è. Nel frattempo, Erica si iscrive a un corso di economia domestica per prendere un bel voto senza fatica. Tuttavia, l'insegnante è Beverly che impone il massimo impegno, dando brutti voti a tutti, ma il preside e il Coach Mellor la costringono a cambiare i voti dicendole che il suo corso serviva solo a far prendere A facili. Erica poi si rende conto che sua madre lavora perché lei e Murray possano pagarle il college e per rincuorarla le chiede di insegnarle a cucinare.
- Colonna sonora: Think Of Me Fondly di Hayley Orrantia.

## I Globetrotters
- Titolo originale: Globetrotters
- Diretto da: Richie Keen
- Scritto da: Adam Armus

### Trama
Murray ha due biglietti per una partita degli Harlem Globetrotters e vuole andarci con Barry, ma lui si prende la polmonite così Murray è costretto ad andare con Adam, che sorprendentemente quando vede quanto sono divertenti i Globetrotters diventa loro fan. Nonostante la loro mancanza di capacità atletiche, Adam ed i suoi amici creano una loro versione dei Globetrotters, cosa che fa arrabbiare Barry perché lo sport è la sua specialità. I due fratelli si scontrano e il litigio si trasforma in una partita di basket a cui tutti prendono parte, che termina con la vittoria della squadra di Barry con sgomento di Adam. Barry successivamente si scusa e dichiara di sentirsi minacciato dal nuovo interesse di Adam, ma accetta di condividerlo con lui. Nel frattempo, Beverly pianifica una festa per il 50º compleanno di Murray. Il giorno dell'evento, l'uomo decide di fare un sonnellino prima della festa, ma si addormenta per due ore, facendo arrabbiare Beverly che si era molto impegnata per organizzare la festa, così lui ne organizza un'altra.

## Concerto di Natale
- Titolo originale: Han Ukkah Solo
- Diretto da: Joanna Kerns
- Scritto da: Dan Levy

### Trama
Johnny Atkins vende ad Adam una rara copia dello speciale natalizio di Star Wars, ma il film non gli piace, e comincia a mettere in discussione il suo amore per il cinema individuando linee di trama ridicole e incongruenze, cominciando a perdere il senso di "meraviglia infantile". Adam si confida col nonno che lo porta a vedere l'ultimo film di George Lucas... il famigerato flop su Howard il papero. Alla fine, Adam trova di positivo nello speciale che ha introdotto il personaggio di Boba Fett, e il nonno lo convince a non perdere la sua capacità di emozionarsi. Intanto, Erica e Barry canteranno nel coro e Beverly si aspetta che Erica canti l'assolo della canzone di Dreidel, l'unica canzone di Chanukah inclusa. Erica però non vuole cantare la canzone, e lo fa solo per compiacere il nonno con delusione di Beverly che la convince a scrivere una canzone di Chanukah, facendo sì che Barry provi a scrivere una canzone migliore. Entrambi falliscono e Beverly ammette che al nonno non importa niente della canzone, che era lei che ci teneva e temeva che Erica non lo avrebbe fatto se glielo avesse chiesto direttamente, così Erica la perdona e riesce a tirare fuori un assolo cantando una canzone popolare laica, deliziando sua madre.
- Colonna sonora: Put A Little Love In Your Heart di Hayley Orrantia.

## O capitano! Mio capitano!
- Titolo originale: O Captain! My Captain!
- Diretto da: Richie Keen
- Scritto da: Marc Firek

### Trama
Beverly ha una supplenza di un mese nella classe di Barry, e ispirata dal film L'attimo fuggente, cerca di fare la differenza per i suoi studenti, fallendo miseramente, in più tormenta costantemente Barry con domande di chimica. Per motivarlo Murray convince Barry che Beverly sta cercando di esasperarlo per fargli fallire gli esami e tenerlo a casa per sempre. Il piano riesce e Barry inizia a condurre sessioni di studio serrate con i JTP. Quando scopre che suo padre gli ha mentito, giura di smettere di studiare, e Beverly è devastata dal fatto che l'interesse di Barry per la scienza sia stato alimentato dal suo risentimento verso di lei. Alla fine però, la passione di Barry per la scienza resiste e lui decide di diventare medico, così Murray si congratula e gli rivela che Beverly ha sempre creduto in lui. Barry, i JTP e altri compagni di classe alla fine decidono di ricreare una scena del film per Bev. Nel frattempo, Adam viene beccato quando sta passando un bigliettino e il signor Glascott lo costringe a leggerlo ad alta voce. Adam lo fa, e rivela a tutti un commento volgare sulla sua amica Emmy Mirsky, in imbarazzo a causa dei cambiamenti del suo corpo. Adam cerca di convincere Emmy che i ragazzi passano attraverso la stessa cosa, e chiede inutilmente aiuto ad Erica finendo per litigarci. Adam alla fine si riappacifica con entrambe, affrontando Johnny Atkins e JC Spink, autori delle battutacce su Emmy.

## Niente scuola!
- Titolo originale: Snow Day
- Diretto da: Victor Nelli Jr.
- Scritto da: Lauren Bans

### Trama
I ragazzi Goldberg ottengono un giorno libero da scuola a causa di una forte nevicata e hanno in programma di trascorrerlo facendo quello che vogliono. Tuttavia, Beverly insiste affinché Erica usi il tempo per scrivere la sua tesina per il college e Murray ordina a Barry e Adam di spalare la neve. Erica dice di aver già scritto un saggio su un suo eroe, ma non vuole dire su chi. Beverly cerca nella stanza di Erica e trova il saggio, intitolato "Mia madre, il mio eroe". A questa notizia Beverly perde la brocca e vuole prendere parte a ogni aspetto della vita di Erica. Erica si vendica dicendo che scriverà un saggio su se stessa in cui dirà di essere eroicamente scappata da una mamma soffocante. Questo porta a una corsa alla cassetta delle lettere con Erica che distrugge la prima lettera, devastando Beverly, che rivela che la prima lettera era l'unica prova che aveva che Erica la voleva ancora nella sua vita. Erica le assicura che non è così e dice a Beverly che sarebbe fortunata a diventare proprio come sua madre. Nel frattempo, Barry e Adam sfidano Murray costruendo un forte di neve invece di spalare il vialetto. Quando un Murray arrabbiato rimane bloccato all'ingresso del forte e va nel panico, i ragazzi vedono il loro padre come vulnerabile per la prima volta. Cercano di usarlo a loro vantaggio disobbedendo a ogni ordine che Murray dà loro. Murray accetta la situazione, dicendo che un giorno avranno bisogno di lui. "Un giorno" arriva solo due ore dopo, quando i ragazzi hanno un incidente mentre fanno un po' di "slittino sul portellone". I ragazzi si scusano e la famiglia ha una battaglia a palle di neve sul prato.
- Colonna sonora: Theme From The Greatest American Hero (Believe It Or Not) di Mike Post.

## Agassi
- Titolo originale: Agassi
- Diretto da: David Katzenberg
- Scritto da: Chris Bishop

### Trama
Adam è sconvolto quando Chad Kremp non può dedicare più tempo alla "Chadam Productions", la loro avventura cinematografica, perché è sempre agli allenamenti di tennis. Per assicurarsi che non si separino, Adam si unisce alla squadra e insiste per essere il compagno di doppio di Chad, ma è terribile a tennis. Il giorno successivo, Adam è sconvolto dall'apprendere che Chad lo ha abbandonato per collaborare con Dave Kim e chiede aiuto all'autoproclamato "guru dello sport" Barry; Barry è elettrizzato e fa di tutto per emulare il famoso tennista Andre Agassi, fino all'acconciatura e all'abito; tuttavia, diventa presto evidente che anche Barry è un pessimo giocatore di tennis. 
Chad prende in giro Adam per il suo desiderio di continuare a fare film con lui, sostenendo che fingeva di continuare a piacergli solo perché pensava che Adam avrebbe reagito in modo esagerato, scoprendo che non condivideva la sua passione per questo. In mezzo alla sua furia, Adam guarda Barry uscire di scena dopo un rimprovero dell'allenatore Mellor; Barry si rende conto che c'è un altro giocatore che può canalizzare in modo molto più accurato: John McEnroe. 
Barry fa di tutto nella sua imitazione, guadagnandosi il rispetto di Mellor e provocando un tracollo per Chad, che viene espulso per scarsa sportività; condanna Adam mentre se ne va. Più tardi, Adam fa visita a Chad per sistemare le cose, spiegando che voleva solo continuare a fare film con lui; Chad gli assicura che non vuole lasciare la Chadam Productions e che farà comunque film con lui quando il tempo lo permetterà.
Nel frattempo, il giorno di San Valentino vede la solitaria Erica crogiolarsi nell'autocommiserazione dopo aver perso Geoff Schwartz a causa di Evy Silver. Con l'aiuto del signor Glascott, Beverly interviene per riavere la "vecchia Erica", con scarso successo. Beverly quindi porta Erica in una discoteca (una vuota, dato che l'era della discoteca è finita da tempo), e cerca di convincerla a ballare per sollevarle il morale, anche se non funziona.
Più tardi, Erica incontra Geoff ed Evy, ed Evy esprime compassione per quanto è scesa in basso; questa è l'ultima goccia per Erica, che torna ai suoi vecchi modi e invita l'intera scuola a una festa in stile "La disco è morta". La festa salta perché il proprietario della discoteca scopre che tutti gli avventori saranno minorenni. Vedendo Erica di nuovo infelice, Beverly giura di salvare sia la festa che la reputazione di sua figlia. Ottenute le chiavi della scuola, porta tutti gli ospiti della festa di Erica in palestra per una festa in discoteca di grande successo. Il signor Glascott è sconvolto dal fatto che Beverly abbia aiutato a organizzare una festa non autorizzata, ma non riesce a resistere alla musica da discoteca e si unisce a lei sulla pista da ballo. 
- Colonna sonora: Santa Claus Is Comin' To Town di Fred Astaire e The Westminster Children's Choir, Never Surrender di Stan Bush, Santa Claus Is Comin To Town (versione da 15 secondi) di Fred Astaire e The Westminster Children's Choir e Dancing Queen degli ABBA.

## Il centro commerciale
- Titolo originale: The Spencer's Gift
- Diretto da: Jay Chandrasekhar
- Scritto da: Alex Barnow

### Trama
Barry chiede a Murray dei soldi per comprare un nuovo stereo portatile, ma il padre dice di no perché deve guadagnarselo. Barry ed Erica si trovano al centro commerciale quando vedono un cartello "aiuto cercasi" nel negozio di regali di Spencer. Entrambi si candidano ed entrambi ottengono un lavoro. Dopo una giornata di lavoro, è chiaro che Barry è molto più interessato ai regali rispetto a Erica ed eccelle nel convincere i clienti ad acquistare qualsiasi cosa. Questo fa guadagnare a Barry una promozione, cosa che irrita Erica, che decide di sabotarlo il giorno successivo al lavoro. Questo le si ritorce contro quando Barry viene licenziato per aver perso un mucchio di scoregge in bottiglia, che non è il risultato che Erica voleva. Ammette presto di essere gelosa di Barry e della facilità con cui ha accettato il lavoro. 
Nel frattempo, Barry vede che Adam ha già il fantastico stereo portatile, un regalo di Beverly che dice che Adam è "speciale". Dichiara che il suo tesorino non ha bisogno di un lavoro perché ha già i suoi film. Cercando di sistemare le cose con i suoi fratelli, Adam trova presto un lavoro nella sala giochi del centro commerciale. La sala giochi ha una politica di dare un quarto di dollaro gratuito per ogni "A" sulla pagella di uno studente, e Adam viene costretto a distribuire quarti per un gruppo di persone con pagelle false, facendolo licenziare rapidamente. Questo fa piacere a Beverly, ma Adam non è felice, dicendo che gli piaceva il lavoro e che vuole guadagnarsi da vivere come Barry ed Erica. Adam cerca di riconquistare il suo lavoro realizzando uno spot pubblicitario per il proprietario della sala giochi.
- Colonna sonora: True Colors di Cyndi Lauper.

## Un piccolo Patrick Swayze
- Titolo originale: So Swayze It's Crazy
- Diretto da: Jay Chandrasekhar
- Scritto da: Lacey Marisa Friedman

### Trama
Dopo aver appreso che RD Robb, un ragazzo della zona che Adam conosce, è apparso nel film A Christmas Story, Adam decide che è ora che anche lui diventi famoso. Si incontra con un agente che Beverly conosce e l'agente vede sicuramente del potenziale in Adam. Come Beverly scopre in seguito, l'agente vede Adam ricoprire il ruolo di un nerd in Meatballs 2, ma Beverly non vorrà saperne nulla, insistendo che Adam deve essere il protagonista maschile, alla Tom Cruise o Patrick Swayze. Beverly lascia l'agente e si propone di rappresentare Adam di persona, con risultati disastrosi. Adam in seguito scopre che Beverly ha rifiutato un'opportunità per lui di essere in Meatballs 2 e si arrabbia con lei. Beverly ammette presto a malincuore che Adam potrebbe interpretare un nerd, anche se adorabile. 
A scuola, Barry decide di assumere un aspetto punk dopo che Lainey ha detto che il look punk è sexy. Barry riceve consigli da un punkster di nome Matt Bradley, permettendo anche a Matt di unirsi brevemente ai JTP anche se gli altri membri non hanno alcun interesse a diventare punk. Ma diventa presto chiaro che Barry non riesce a sfoggiare l'aspetto o l'atteggiamento punk e finisce per travestirsi da pirata. 
Nel frattempo, Murray cerca di farsi coinvolgere nella vita amorosa di Erica dopo averla vista giù di morale. Sa che le piace uno degli amici dei suoi fratelli, ma chiaramente non conosce i dettagli e la mette in contatto con Dave Kim. Eccitato, Dave canta un'imbarazzante canzone d'amore per Erica nella caffetteria il giorno successivo, umiliandola. Sapendo che suo padre ha interferito, Erica lo affronta a casa e Murray chiede aiuto a Pops per legare con Erica. Più tardi, mentre cerca di dimostrarle che la conosce meglio di quanto lei pensi, Murray fa riferimento all'amore di Erica per Geoff Schwartz; come succede, Geoff è lì con Barry e ascolta per caso l'intera faccenda. Più tardi, Geoff confida a Erica che è lusingato che le piaccia, ma è felice della sua relazione con Evy; Erica lo accetta e lo lascia andare. Tuttavia, proprio mentre Geoff ha dei ripensamenti, si gira per vedere che Erica lo ha seguito, e i due finiscono per baciarsi. Più tardi, Murray presume che Erica sia arrabbiata con lui per aver interferito nella sua vita, ma invece lo abbraccia e lo ringrazia per averlo fatto.
- Colonna sonora: Let My Love Open The Door di Pete Townsend.

## Karate Kid
- Titolo originale: The Kara-te Kid
- Diretto da: Anton Cropper
- Scritto da: Adam F. Goldberg

### Trama
Quando Adam scrive una brillante recensione di The Karate Kid per il giornale della scuola, i suoi compagni di classe presumono che non sia stata scritta da lui, ma dal suo omonimo più grande perché si è dimenticato di aggiungere la sua classe sulla firma della recensione. Dopo averlo scoperto, l'omonimo di Adam lo sfida in un combattimento e il nostro Adam si rivolge a Barry per chiedere aiuto. Dal momento che il combattimento non è consentito nel cortile della scuola, Barry convince l'allenatore Mellor ad avviare un club di karate e porta Adam dal suo "sensei": zio Marvin. Come il signor Miyagi, Marvin usa le faccende domestiche e le pulizie al posto delle tecniche di karate, ma Barry e Adam alla fine si rendono conto che sta letteralmente facendo loro fare le sue faccende e vanno al torneo senza sapere nulla. 
Durante il torneo, Beverly dice a Barry di "spazzare la gamba" in modo che Adam possa fingere un infortunio e uscire dallo scontro. Tuttavia, Adam si rende conto di essere stufo di essere vittima di bullismo, soprattutto dopo che Murray gli ha fatto un discorso di incoraggiamento su come lui stesso fosse un bullo fino a quando una delle sue vittime non ha reagito. I due Adam si confrontano nel corridoio e, con sorpresa di Adam, l'altro Adam ammette che non sa nemmeno come combattere e sperava solo che Adam si ritirasse. Dal momento che sono entrambi attori, lavorano insieme per replicare l'ultima scena di The Karate Kid, finendo per eseguire doppi calci da gru l'uno sull'altro. Il concorso viene dichiarato un pareggio ed entrambi possono mantenere i loro nomi. 
Nel frattempo, dopo il loro primo bacio, Erica e Geoff hanno iniziato a sgattaiolare in giro e a rubare baci alle spalle di Evy. Geoff giura ripetutamente di rompere con lei senza proseguire, facendo sospettare a Evy che non le stia dicendo qualcosa. Geoff assiste alla sua confidenza con Erica e rivela la verità, supponendo che l'abbia già appresa; Evy si arrabbia, interrompendo la storia. Geoff ed Erica ufficializzano la loro relazione, ma si rendono conto che i loro amici li vedono come i cattivi della loro storia e che, in fondo, sanno di avere ragione. Dopo aver visto quanto Evy ha il cuore spezzato, Erica accetta di non voler iniziare una relazione con Geoff in questo modo e suggerisce con riluttanza di non avere appuntamenti fino a quando non sarà il momento giusto. Più tardi, Beverly, Marvin, Barry e Adam si iscrivono a lezioni di karate con un istruttore di nome sensei John, che insegna loro a combattere con amore, gentilezza e misericordia.
- Guest star: Martin Kove (sensei John)
- Colonna sonora: Glory of Love di Peter Cetera, You're the Best di Joe Esposito.

## Deadheads
- Titolo originale: Deadheads
- Diretto da: Jason Blount
- Scritto da: Adam Armus

### Trama
Barry si oppone quando Geoff, Andy e Rob vogliono inserire il tonto Matt Bradley nei JTP. Cerca di rendere il più difficile possibile per Matt superare i "test di iniziazione", ma Matt li supera comunque. Con Barry che viene battuto 4 voti a 3 (come leader; il voto di Barry conta come tre) i JTP vanno al concerto dei Grateful Dead invece che a quello dei Fat Boys, dai quali Barry voleva andare. Barry quindi cerca di far espellere il gruppo dal concerto, ma senza successo. Gli altri membri dei JTP rimproverano Barry per essere egoista, costringendolo a smettere e provare a creare un gruppo diverso. Quando le assunzioni dei membri sono un disastro, Barry si scusa e chiede di tornare nei JTP. (La sequenza di chiusura menziona che Matt Bradley finì per essere il migliore amico di Barry dopo il liceo e divenne il quinto membro dei JTP.)
Nel frattempo a casa, Adam dice una parolaccia quando Pops fa cadere la sua videocamera e Beverly lo sente. Beverly crea così un "barattolo di parolacce" a cui ogni membro della famiglia deve donare se dice una parolaccia. Erica ride di questo, poiché Beverly dice più parolacce di tutti, e proclama che presto avranno abbastanza soldi della mamma nel barattolo per un viaggio alle Bahamas. Erica trova persino un modo per convincere Murray a donare ogni volta che chiama uno dei suoi figli un "idiota" perché è doloroso. Beverly insiste affinché tutti i soldi vengano utilizzati per un viaggio a Colonial Williamsburg, a cui Erica e Adam si oppongono fermamente. Mentre mamma e papà mettono più soldi, cercano di pareggiare le cose creando un barattolo "cattiveria" per ogni volta in cui Erica dice qualcosa di sarcastico, più un barattolo di "Adam" per ogni volta in cui Adam dice qualcosa di nerd o fa riferimento a un film di fantascienza. Seguono "guerre di vasi" a tutto campo e il denaro inizia ad andare di barattolo in barattolo. Rendendosi conto che non possono fare nient'altro che essere se stessi, il gruppo cessa le guerre dei vasi, mentre Erica e Adam si arrendono e concordano sul fatto che un altro viaggio a Colonial Williamsburg non sarà così male.
- Colonna sonora: Touch of Grey dei Grateful Dead.

## Barry lo stilista
- Titolo originale: Baré
- Diretto da: Jay Chandrasekhar
- Scritto da: Steve Basilone

### Trama
Dopo che Lainey ha annunciato di essere stata accettata da una scuola di fashion design a Savannah, in Georgia, Barry va nel panico perché è indeciso se seguire il suo sogno di diventare un dottore o seguire il suo cuore e restare con Lainey. Per prima cosa pensa di accelerare il suo percorso di studi in medicina, in stile Doogie Howser, cosa che Beverly dice sorprendentemente impossibile. Barry cerca così di assumere il ruolo dello stilista Baré, con la speranza di seguire Lainey in Georgia, e presenta persino una sfilata di moda in casa Goldberg usando i JTP come modelli. Ma Beverly si è segretamente consultata con Lainey, convincendola a fare ciò che è meglio per Barry e permettergli di intraprendere la carriera medica, anche se ciò significa che la loro relazione potrebbe finire. 
Nel frattempo, Erica e Adam si arrabbiano per il fatto che Murray sembra inondare il suo cane Lucky con più amore e attenzioni di quanto non faccia con i suoi figli. Erica si propone di dimostrarlo, ma quando mette all'angolo suo padre con le informazioni, lui scoppia a piangere, dicendo che è sconvolto dal fatto che presto lo lascerà per andare al college. Ricorda che quando Erica era una ragazzina, correva sempre tra le sue braccia quando tornava a casa dal lavoro, ma ora solo Lucky lo fa. Erica cerca di consolare suo padre dicendo che guarderà i college vicino a Filadelfia, ma Murray insiste sul fatto che deve stare da sola e dice che sosterrà i suoi sforzi per frequentare l'Università di Miami.
- Colonna sonora: This is the Time di Billy Joel.

## Una serata indimenticabile
- Titolo originale: A Night to Remember
- Diretto da: Lew Schneider
- Scritto da: Chris Bishop

### Trama
La serata del ballo di fine anno si avvicina ed Erica e Geoff vogliono ardentemente andarci insieme, ma stanno ancora cercando di prendere le cose con calma per riprendere la loro relazione. Quando Barry scopre che Lainey non andrà al ballo di fine anno se Erica rimane a casa, convince Geoff ad agire in base ai suoi sentimenti solo per salvare i suoi piani per il ballo di fine anno. 
Tuttavia, Geoff non riesce a raggiungere Erica prima che le venga chiesto di andare al ballo di fine anno da Ruben Amaro Jr. Erica cerca quindi di scaricarlo in modo da poter andare con Geoff, solo per scoprire che Carla ha già chiesto a Geoff di andare con lei per far ingelosire Johnny Atkins. Segue una serie di accordi e rifiuti avanti e indietro tra Erica, Geoff e i loro appuntamenti del ballo di fine anno, con i due che alla fine decidono di attenersi ai loro appuntamenti originali in modo da essere insieme almeno lì. Arrivati al ballo di fine anno, ammettono che non si divertiranno davvero se stanno con altre persone e alla fine abbandonano i loro appuntamenti per essere ufficialmente lì come coppia. 
Nel frattempo, nonostante le suppliche di Barry, Lainey ammette che il vero motivo per cui non vuole andare al ballo di fine anno è perché è un doloroso promemoria del fatto che il loro tempo insieme sta finendo, e invece passano la notte a divertirsi da soli insieme. Altrove, Adam si innamora di una giovane di nome Jackie, che sembra appassionata di fantascienza e fantasy tanto quanto lui. Ma sorge un problema quando Adam scopre che Jackie è una grande fan de Il Signore degli Anelli, che lui non ha mai letto. Adam è costretto a leggere la versione tascabile del libro per conversare con Jackie, ma la sua bugia viene presto scoperta.
- Guest star: Rowan Blanchard (Jackie Geary)
- Colonna sonora: Time After Time di Cyndi Lauper.

## Il dinamico duo
- Titolo originale: The Dynamic Duo
- Diretto da: Kevin Smith
- Scritto da: Andrew Secunda

### Trama
Murray è deciso a far frequentare a Erica la sua alma mater, la Penn State University, e organizza un colloquio di ammissione per sua figlia. Erica sabota intenzionalmente il colloquio alla Penn State, in modo che i suoi genitori non abbiano altra scelta che approvare il suo college preferito, la Carnegie Mellon University. Ma Erica riceve presto una lettera di rifiuto da Carnegie Mellon, rendendo Penn State la sua unica opzione possibile. Beverly cerca di correggere l'errore usando la storia di Murray come alunno della Penn State, ma lei ed Erica scoprono presto che non si è mai laureato alla Penn State, mancando di un credito. Furiosa per l'ipocrisia di suo padre, Erica cerca di realizzare il suo sogno di diventare famosa cantando per strada sotto la pioggia. Murray le fa visita e si scusa per essere un ipocrita, e fanno pace. Nel frattempo, Adam e Pops si danno appuntamento per vedere il nuovo film di Batman con Michael Keaton e Jack Nicholson. Barry vuole assolutamente essere incluso, ma quando arrivano a teatro, Pops e Adam prendono due posti vicini senza altri posti disponibili, costringendo Barry a sedersi in prima fila da solo. Adam adora il film, ma Pops non è entusiasta perché non è come la vecchia serie TV di Batman con Adam West. Cogliendo l'opportunità, Barry cerca di far litigare Adam e Pops registrando Adam che parla male della vecchia serie di Batman e chiudendo Adam nella sua stanza per impedirgli di fermarlo. Quando Barry mostra a Pops il video, tuttavia, Pops lo vede come un ovvio stratagemma per attirare la sua attenzione. Sconvolto dal fatto che il suo piano sia fallito, Barry si lamenta che Adam monopolizza tutto il tempo di Pops e si sente sempre escluso. Per rimediare, Adam e Pops chiedono a Barry di interpretare un cattivo in un film di Batman che stanno creando.
- Colonna sonora: Africa di Toto.

## Lo schema Fonzie
- Titolo originale: Fonzie Scheme
- Diretto da: Jude Weng
- Scritto da: Matt Mira ed Erik Weiner

### Trama
Murray riceve l'onore di essere nominato uomo d'affari dell'anno. Quando Beverly vede ciò che ha elencato come i suoi successi, è imbarazzata e si rifiuta di far vedere a chiunque la sua targhetta celebrativa. Mentre Adam, Barry ed Erica aspettano la chiusura del locale, un giocatore di golf scambia Barry per un caddy. Barry si finge un caddy pur di guidare rocambolescamente la golf cart che finisce in mezzo a un lago. Adam chiede a Erica cosa dovrebbe fare. Erica dice che andrà al college, quindi non agirà come la voce della ragione. Per risolvere il problema, Barry decide di avviare uno "Schema Ponzi" chiamandolo "Schema Fonzie" e scambiandolo per il personaggio di Arthur Fonzarelli in Happy Days. Il suo piano è rubare una golf cart, spacciarla per quella in fondo al lago e poi ripetere l'operazione giornalmente per il resto della vita per non farsi mai scoprire. Ma Barry finisce per rimanere bloccato sotto la seconda golf cart, mentre Adam va nel panico. Erica si presenta con i JTP e risolve il problema. Dice ad Adam che anche se potrebbe andarsene, sarà sempre la sua sorella maggiore. Nel frattempo, Murray decide di iniziare a fare coupon per impressionare Beverly. Si arrabbia per il suo stile di shopping e lui dice che l'ha fatto solo per farle capire che era lo stesso uomo che ha sposato. Beverly si è resa conto di quanto ha ferito suo marito e dice che non ha mai voluto ferire i suoi sentimenti e mostra di aver aggiunto ai suoi successi tutte le cose che fa come papà.
- Colonna sonora: 99 Luftballons di Nena.

## Il giorno dopo 'The day after'
- Titolo originale: The Day After the Day After
- Diretto da: Jay Chandrasekhar
- Scritto da: Alex Barnow

### Trama
Barry, Lainey e i JTP guardano The Day After con Murray e provano la paura di una guerra nucleare. Barry cerca di creare un bunker, ma Murray infrange i sogni di Barry diventando il nuovo leader del bunker e impedendo a Barry di costruirne uno proprio. Dopo aver realizzato quanto sia spaventato Barry, Murray lascia intendere che anche lui ha paura e non c'è niente che possano fare se non vivere la propria vita qui e ora. Nel frattempo, Erica e Adam combattono per l'affetto di Beverly con l'avvicinarsi della festa della mamma. Ognuno ha un programma alternativo: Erica vuole andare alla Emory University in Georgia, mentre Adam vuole andare in spiaggia con Jackie. Erica chiede prima e riesce ad andare al college dei suoi sogni, portando Beverly a evitare Adam a suo favore, Adam realizza un video di Erica che scompare e non fa più parte della famiglia, guidando una Beverly con il cuore spezzato a revocare la decisione; più tardi, Erica dice ad Adam di andarsene davanti a Jackie, con il risultato che entrambe si schierano contro di lui. Adam risolve la situazione, perdendo però l'opportunità di andare in spiaggia con Jackie, ma lei a sua volta gli dà un secondo bacio.
- Colonna sonora: Wind Beneath My Wings di Bette Midler.

## Maestro Jedi Adam Skywalker
- Titolo originale: Jedi Master Adam Skywalker
- Diretto da: Lew Schneider
- Scritto da: Dan Levy

### Trama
Barry ed Erica cercano entrambi di ottenere il riconoscimento per qualcosa di speciale nell'annuario, in particolare combattendo per la "coppia più carina" (Barry-Lainey ed Erica-Geoff). Ma le loro attività devono passare attraverso Adam, che ora fa parte del comitato dell'annuario con Jackie, e Adam lo usa a suo vantaggio creando un elenco di richieste per i suoi fratelli. Quando Erica e Barry si stancano di chiamare il fratello "Maestro Jedi Adam Skywalker" e di fare le sue faccende, entrambi cercano di accedere al suo computer e apportare modifiche, ma Adam li sorprende. Nella battaglia per un floppy disk con tutte le informazioni dell'annuario, le dita di Barry toccano la superficie del disco, rendendolo illeggibile e facendo arrabbiare Jackie con Adam. Nel frattempo, il fratello di Murray, Marvin, arriva in cerca di un altro volantino. Beverly insiste affinché Murray lo assuma al negozio di mobili, ma questo porta a una discussione il primo giorno di Marvin e Murray lo licenzia. Beverly in seguito scopre che Marvin vive nella sua macchina. In un cuore a cuore, Marvin si lamenta del fatto che Murray lo abbia sempre trattato come un ragazzino. Erica e Barry vedono che stanno trattando Adam allo stesso modo. Murray lascia che Marvin viva nel seminterrato e lo riassume, mentre Erica e Barry cantano una canzone per riconoscere Adam come un adulto.
- Colonna sonora: Lean On Me di Bill Withers.

## Il giorno del diploma
- Titolo originale: Graduation Day
- Diretto da: Kevin Smith
- Scritto da: Matt Edsall e Hans Rodionoff

### Trama
Erica si sta stancando del fatto che Beverly sia sdolcinata e nostalgica mentre si avvicina il giorno del diploma, ma Geoff la aiuta a capire che mamma fantastica ha. Barry e Lainey fanno piani per un'estate divertente insieme prima di partire per il college in Georgia. Alla cerimonia del diploma, Barry sente Bill Lewis dire che Lainey se ne andrà tra pochi giorni, non pochi mesi, facendo sì che Barry affronti Lainey sul palco. Litigano e in seguito si rendono conto reciprocamente che la loro relazione è giunta al termine. 
Quando arriva il turno di Erica, rifiuta di accettare il suo diploma poiché ora si sta rendendo conto di quanto le mancherà Beverly, portando il preside Ball a inseguirla attraverso l'auditorium. Beverly è estasiata dal fatto che Erica voglia restare, ma Murray le dice che preferirebbe che se ne andasse per quattro anni piuttosto che proteggerla per il resto della sua vita. Rendendosi conto che Erica ha bisogno di uscire nel mondo e sperimentare la vita, Beverly dice a Erica che ha bisogno di andare al college e le dice in lacrime che cambierà il mondo. 
Nel frattempo, Adam e Jackie pianificano di vedere Scuola di polizia 5 - Destinazione Miami e si chiamano per la prima volta fidanzato/fidanzata. Le cose si complicano quando Dana Caldwell si presenta al cinema dicendo che è a casa per l'estate. Adam non sa cosa fare, quindi va nel panico e scappa. Adam finisce per vedere il film con Dana e tenta di dirle che ora sta con Jackie, ma si scopre che ha interpretato male il motivo per cui Dana lo ha cercato. Quando Adam dice a Jackie che Dana è solo una parte del suo passato, scopre che Jackie usciva con Ruben Amaro Jr., facendolo preoccupare. Adam in seguito va a vedere Scuola di polizia 5 con Barry e vede Jackie seduta da sola. Si siede accanto a lei e si riconcilia con la ragazza.
- Colonna sonora: Making Love Out of Nothing at All degli Air Supply.